# Menzelstraße 6 (Bad Kissingen)

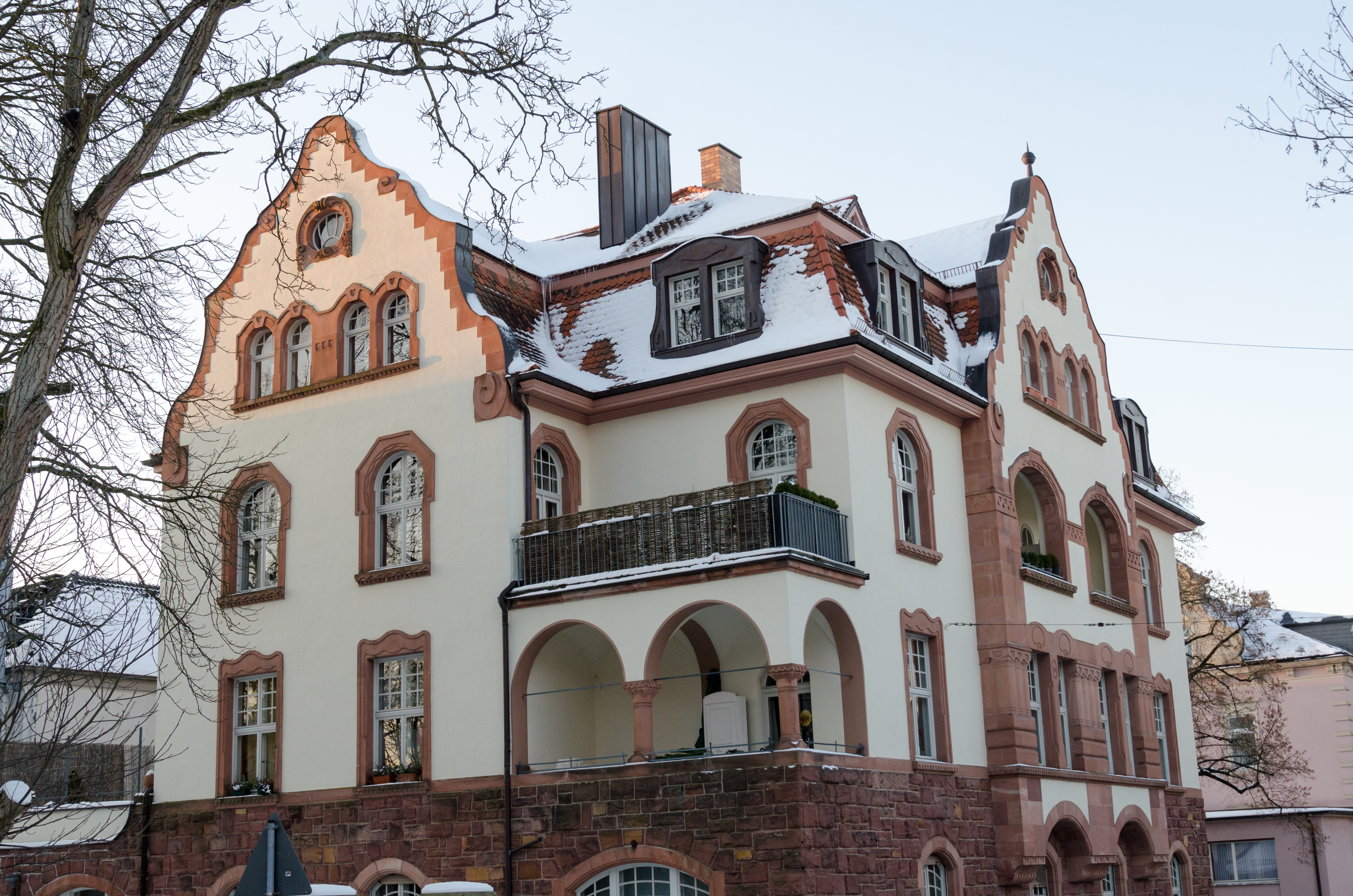
Menzelstraße 6 in Bad Kissingen

Das Anwesen Menzelstraße 6 in der Menzelstraße in Bad Kissingen, der Großen Kreisstadt des unterfränkischen Landkreises Bad Kissingen, gehört zu den Bad Kissinger Baudenkmälern und ist unter der Nummer D-6-72-114-319 in der Bayerischen Denkmalliste registriert.

## Geschichte
Das Wohnhaus wurde in den Jahren 1905/06 vom Bad Kissinger Architekten Carl Krampf im Jugendstil errichtet. Es handelt sich um einen dreigeschossigen Mansarddachbau mit Sandsteingliederung. Das Anwesen ist mit einem Zwerchhauserker mit geschweiftem Giebel sowie einem nördlichen Rundturm ausgestattet.
Der Jugendstil äußert sich in der bewussten Durchbrechung angedeuteter Symmetrien mittels formal leicht verfremdeter Motive wie Erker, Risalit, geschwungenem Giebel und Altanen. Das etwas schwere Hausteindetail ist ein Stilelement der späten Jugendstilphase von Architekt Carl Krampf.